# Критерії Debian щодо визначення вільного програмного забезпечення
Критерії Debian щодо визначення вільного ПЗ (англ. Debian Free Software Guidelines) — набір правил, за якими проєкт Debian визначає, які ліцензії є вільними, а отже, прийнятними для операційної системи Debian. Критерії вперше опубліковано 1997 року і відтоді не змінювалися. Головний автор критеріїв — Брюс Перенс.

## Критерії
1. Вільне розповсюдження: ліцензія не обмежує розповсюдження будь-яким особам або організаціям, не вимагає грошової компенсації
2. Сирцеві тексти: вони мають бути присутніми, і ліцензія не повинна обмежувати їх поширення
3. Похідні роботи: ліцензія має дозволяти створення та розповсюдження похідних робіт від цього програмного забезпечення на тих самих умовах, що й оригінал
4. Цілісність авторських сирцевих текстів: ліцензія може забороняти розповсюдження похідних робіт від сирцевих текстів, але в цьому випадку вона повинна дозволяти вільне поширення патчів для сирцевого тексту
5. Заборонено дискримінацію людей чи груп людей
6. Заборонено дискримінацію за сферою діяльності
7. Розповсюдження ліцензії: ліцензія поширюється на будь-кого, хто отримав копію ПЗ
8. Ліцензія не повинна стосуватися виключно Debian
9. Ліцензія не повинна обмежувати іншого ПЗ

Приклади ліцензій: GNU GPL, BSD, Artistic License — вільні ліцензії.

## Застосування
У проєкті Debian для оцінення всіх частин ПЗ, зокрема, зображень, мультимедійних файлів та документації, використовуються ті самі критерії. Одним із результатів цієї політики стало рішення, що для Debian GNU Free Documentation License з незмінними розділами не є вільною ліцензією.